# لوت ستام-بيسي
شارلوت إيدا آنَا «لَوَتْ» ستام بَيْسِيَّ (28 ينَايرَ 1903- 18 نُوفَمبرَ 1988) كَانَتْ مُهَنْدِسَةُ مِعْمَارِيَّةُ وَمُخَطَّطَةُ حَضْرِيَّةُ ألمانية هولندية سَاعَدَتْ فِي إِعَادَةِ إعْمَارِ روتردام بَعْدَ الْحَرْبِ الْعَالَمِيَّةِ الثَّانِيَةِ.

## السيرة الذاتية
وُلِدَتْ بَيْسِيٌّ فِي سيليزيا، ألمانيا. عَنْدَمَا كَانَتْ شَابَّةُ صَغِيرَةُ، وَجَدَتْ عَمَلًا لِأُولِ مَرَّةً فِي درِسْدِنٍ.
قَبْلَ أَنْ تَبْدَأَ حَيَاتُهَا الْمِهْنِيَّةُ كَمُهَنْدِسَةٍ مِعْمَارِيَّةٍ، كَانَتْ بَيْسِيُّ مُصَوِّرَةُ نَاجِحَةُ. عَلَى الرَّغْمِ مَنْ أَنَّهَا عَمِلَتْ فَقَطُّ مَعَ الْوَسِيطِ بِشَكْلِ اِحْتِرَافِي لِفَتْرَةِ قَصِيرَةِ مَا بَيْنَ عَامِ 1926 حَتَّى عَامِ 1928، إِلَّا أَنَّ عَمَلَهَا كَانَ لَهُ تَأْثِيرُ غَيْرِ مُنَاسِبٍ وَهُوَ مُحْتَجِزُ الْآنَ فِي مَجْمُوعَاتِ مُتْحَفِ الْفَنِّ الْحَديثِ فِي نِيُويُورْكٍ، مُتْحِفَ آرثر إِمْ ساكلر (أَحَدَّ مَتَاحِفِ هارفارد لِلْفُنُونِ)، وَمُتْحِفَ جِيهِ بَوْلِ جِيَتِي.
مِنْ عَامِ 1926 إِلَى عَامِ 1928 اِلْتَحَقَتْ بِمَدْرَسَةِ باوهاوس فِي ديساو. فِي السّنوَاتِ التَّالِيَةِ مِنْ فَتْرَةٍ مَا بَيْنَ الْحَرْبَيْنِ الْعَالَمِيَّتَيْنِ، عَمِلَتْ فِي مَكْتَبٍ فِي بَرْلِينٍ وَمُوسْكُوِ وأوكرانيا وَبِرْنُو وأمستردام.
مِنْ عَامِ 1946 إِلَى عَامِ 1968، عَمَلَتْ بَيْسِيَّ كَمُهَنْدِسِة تَخْطِيطِ حَضْرِيِّة، وَلَاحِقًا كَمُهَنْدِسِة رَئِيسِيِّة لِوِكَالَةِ التَّنْمِيَةِ الْحَضْرِيَّةِ وَإِعَادَةِ إعْمَارِ روتردام، الَّتِي تَعَرَّضَتْ لِلْقَصْفِ الشَّدِيدِ فِي عَامِ 1940 خِلَالَ الْحَرْبِ الْعَالَمِيَّةِ الثَّانِيَةِ.

## الوظيفة
مدرسة باوهاوس
اِبْتِدَاءً مِنْ عَامِ 1926، اِلْتَحَقَتْ بِمَدْرَسَةِ باوهاوس، حَيْثُ دَرَّسَتْ مَعَ جُوزِيفِ ألْبرز، وفاسيلي كاندينسكي، وجوست شميت، وَجَوِنَتَا شتولزل. اِلْتَحَقَتْ لِدِرَاسَةِ مَوْضُوعِ النَّسِيجِ الْأَكْثَرِ «أنثوية»، وَلَكِنَّ لَاحِقًا، تَمَّ قَبُولُ بَيْسِيُّ فِي دَوْرَةِ الْهَنْدَسَةِ الْمِعْمَارِيَّةِ مِنْ هاينس ماير كَأَوَّلِ اِمْرَأَةِ تَدْرُسُ فِي قِسْمِ الْبِنَاءِ فِي باوهاوس ديساو.
مُقَارَنَةٌ بِأَسْلَافِهِ، كَانَ ماير أَقَلَّ تَحَيُّزًا بِشَأْنِ فَكُرَةٍ أَنَّ النِّسَاءَ يُدَرِّسْنَ مَوْضُوعَاتٍ كَانَ يُهَيْمِنُ عَلَيْهَا الرُّجَّالَ سَابِقًا كَانَتْ بَيْسِيُّ طَالِبَةُ جِيدَةٍ لَكِنَّ ماير لَمْ يَكُنْ مُقْتَنِعًا بِآفَاقِ بَيْسِيِّ الْمُسْتَقْبَلِيَّةِ، إِلَّا إِذَا تَزَوَّجَتْ مِنْ مُهَنْدِسِ مِعْمَارِيِّ وَتَعْمَلُ فِي شَرِكَتِهِ.
ماير، الْمُدِيرَ فِي باوهاوس وَهُوَ رَجُلُ مُتَزَوِّجُ وَلَدَيْهُ طِفْلَانِ، بَيْسِيَّ بَدَأَتْ عَلَاَّقَةُ حُبٍّ. عَلَى الرَّغْمِ مِنَ الْمُنَاخِ اللِّيبِرَالِيِّ فِي الْمَدْرَسَةِ، لَمْ تَتِمُّ الْمُوَافَقَةُ عَلَى هَذِهِ الْعَلَاَّقَةِ، وَفِي ديسمبرِ 1928، اِقْتَرَحَ ماير عَلَى بَيْسِيٍّ أَنْ تُغَادِرَ باوهاوس، وَهُوَ مَا فَعْلَتُهُ.
مكتب في برلين وموسكو وأوكرانيا وبرنو وأمستردام
فِي عَامِ 1928، اِسْتَأْجَرَ هاينس ماير بَيْسِيٌّ فِي مَكْتَبِهِ فِي بَرْلِينٍ، لَكِنَّهَا كَانَتْ غَيْرُ رَاضِيَةٍ. ثُمَّ حَاوَلَ الْعُثُورُ عَلَى وَظِيفَةِ أُخْرَى ل بَيْسِيَّ عَبْرِ شَبَكَتِهِ، وَلَكِنَّ دُونَ جَدْوَى. تَمَّ رَفْضُهَا مِنْ قَبْلَ وَالْتِرِ تراولاو لِأَنَّهُ، كَمَا هُوَ مُوَضِّحٌ فِي رِسَالَةٍ إِلَى صَدِيقِهِ، لَمْ يَكُنْ «يَجِبُ الْعَمَلُ مَعَ النِّسَاءِ». لَاحِقًا، تَبِعَتْهُ إِلَى مُوسْكُوٍ، حَيْثُ اِلْتَقَتْ أَيْضًا بِمَارْتِ ستام، الَّذِي تَزَوُّجَتِهِ لَاحِقًا. عَلَى الرَّغْمِ مَنْ أَنَّ لَمْ شَمْلَ ماير لَمْ يَكُنْ نَاجِحًا، إِلَّا أَنَّهَا حَمَلَتْ.
عَادَتْ إِلَى بِرُنُوٍّ لِمُوَاصَلَةِ عَمَلِهَا فِي شَرِكَةِ الْهَنْدَسَةِ الْمِعْمَارِيَّةِ بوهوسلاف فَوُكْسٌ، وَأَنْجَبَتِ اِبْنُهَا بِيتِرً فِي بِرُنُوٍّ. رَفْعُ بَيْسِيُّ دَعْوَى قَضَائِيَّةِ ضِدِّ شَرِكَةٍ فَوُكْسِ أَمَامَ الْمَحْكَمَةِ لِأَنَّهَا، كَمَا كَشِفَتْ مُرَاسِلَاتُ مَعَ مُحَامٍ، رَفَضَتِ الشَّرِكَةُ دَفَعَ الْبَدَلُ اللَّازِمُ لِإجَازَةِ الْأُمومَةِ لِمُدَّةِ ثَلَاثَةِ أَشْهُرِ الَّتِي عَرْضَتِهَا. لَمْ تَعُدْ إِلَى الشَّرِكَةِ، وَنَظَرًا لِوَضَّعَهَا كَأُمِّ عَزْبَاءِ وَالْأَزْمَةِ الْاِقْتِصَادِيَّةِ الْمُتَفَاقِمَةِ، كَافَحَتْ لِلْعُثُورِ عَلَى عَمَلِ جَديدٍ فِي بِرُنُوٍّ.

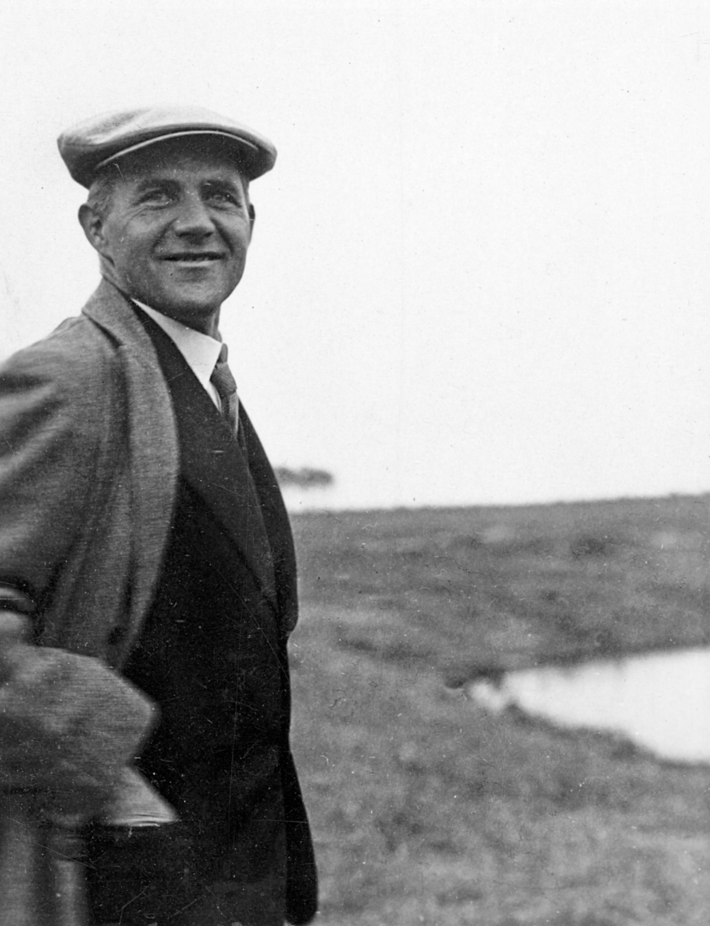
هاينس ماير 1928

فِي وَقْتِ لَاحِقٍ، غَادَرَتْ بَيْسِيٌّ إِلَى أَوَكَرَانِيَا وَاِلْتَقَتْ بِمُحَاضِرِهَا السَّابِقِ فِي مَدْرَسَةِ باوهاوس وَالْمُهَنْدِسَ الْمِعْمَارِيَّ الهولندي مَارَتْ ستام، الَّذِي بَدَأَتْ مَعَهُ عَلَاَّقَةَ غَرَامِيَّةَ. بِسَبَبِ الصُّعُوبَاتِ الَّتِي نَشَّأَتْ عَنْ تَغَيُّرِ الْمُنَاخِ فِي الْاِتِّحَادِ السُّوفِيَاتِيِّ، قَرَّرَ ستام وَبَيْسِيَّ الزَّوَاجِ قَبْلَ الْاِنْتِقَالِ إِلَى هولندا فِي عَامِ 1934.
فِي أمستردام، أَسَّسَ الزَّوْجَانِ شَرِكَتْهُمَا الْخَاصَّةُ (Stam en Bees Architecten)، وَفِي عَامِ 1935، رِزْقًا بِاِبْنَتِهِمَا أَرِيَّانِ. بِسَبَبِ رَحِيلِهَا الْمُبَكِّرِ فِي باوهاوس، لَمْ تَحْصُلْ عَلَى دِبْلُومٍ قَطُّ. جَعَلَ ذَلِكَ مِنَ الصَّعْبِ عَلَيْهَا أَنَّ تَصَبُّحَ مُهَنْدِسَةَ مِعْمَارِيَّةَ فِي هولندا، بِسَبَبِ ضَغْطِ النِّقَابَةِ عَلَى رَابِطَةِ الْمُهَنْدِسِينَ الْمِعْمَارِيِّينَ الهولنديين لِفَصَلَ غَيْرُ الْخِرِّيجِينَ مِنَ الْعَالَمِ الْمِهْنِيِّ قَبْلَ نِهَايَةِ الْعَامِ، فِي عَامِ 1940.
فِي ذَلِكَ الْعَامِ، فِي سِنِّ 37، تَمَّ قَبُولُهَا لِبَدْءِ شَهَادَةٍ فِي الْهَنْدَسَةِ الْمِعْمَارِيَّةِ فِي أمستردام، بِسَبَبِ خَبَرَتِهَا السَّابِقَةِ الْفَرِيدَةِ. أَدَّى الْجَمْعُ بَيْنَ دِرَاسَتِهَا وَرِعَايَتِهَا لِطِفْلَيْنِ إِلَى زِيَادَةِ الضَّغْطِ عَلَى زَوَاجِهَا مِنْ ستام. فِي عَامِ 1943، اِنْفَصَلَا، بَعْدَ أَنِ اِرْتَكَبَتْ ستام الزنا. وَمَعَ ذَلِكَ، قَرَّرَتِ الْاِحْتِفَاظُ بَاسِمُ الشَّرِكَةِ السَّابِقِ (Stam)، لِأَنَّ الْاِنْتِمَاءَ بَاسِمُ عَائِلَتِهِ يُمْكِنُ أَنْ يَمْنَحَهَا السَّبْقُ كَمُهَنْدِسَةٍ مِعْمَارِيَّةٍ مُسْتَقِلَّةٍ فِي هولندا. تَخَرَّجَتْ عَامُ 1945.
وكالة التنمية الحضرية وإعادة الإعمار في روتردام، 1946-1948
فِي وِكَالَةِ التَّنْمِيَةِ الْحَضْرِيَّةِ وَإِعَادَةِ الْإعْمَارِ فِي روتردام، كَانَتْ بَيْسِيُّ وَاحِدَةُ مِنَ النِّسَاءِ الْقَلَاَئِلِ الْلَائِي قَدِّمِنَّ مِثْلُ هَذِهِ الْمُسَاهَمَةِ الضَّخْمَةِ فِي إِعَادَةِ الْإعْمَارِ. مِنْ خِلَالَ التَّصْمِيمِ بِأُسْلوبِ وَظِيفِيِّ وَتَأَثُّرِ بإيديولوجيات التَّخْطِيطَ لِجَمْعِيَّةِ الْمُؤْتَمَرِ الدَّوْلِيِّ لِلْعِمَارَةِ الْحَديثَةِ، عَمِلَتْ بَيْسِيٌّ فِي الْعَدِيدِ مِنْ مَنَاطِقِ الْإِسْكَانِ (الْاِجْتِمَاعِيَّةَ) فِي جَمِيعِ أَنْحَاءِ الْمَدِينَةِ، بِمَا فِي ذَلِكَ:
- كَلَاَيْنِ بولدر (1946- 1952)،
- بندريخت (1948- 1952)،
- ويست بونت فِي هوجفليت (1956 – 1957)،
- هِيتَ لَاجِّي لاند (1961- 1962) وَ
- الكسندر بولدر / أَوََمَوْرِدَ (1957- 1971).

### مفاهيم التخطيط العمراني

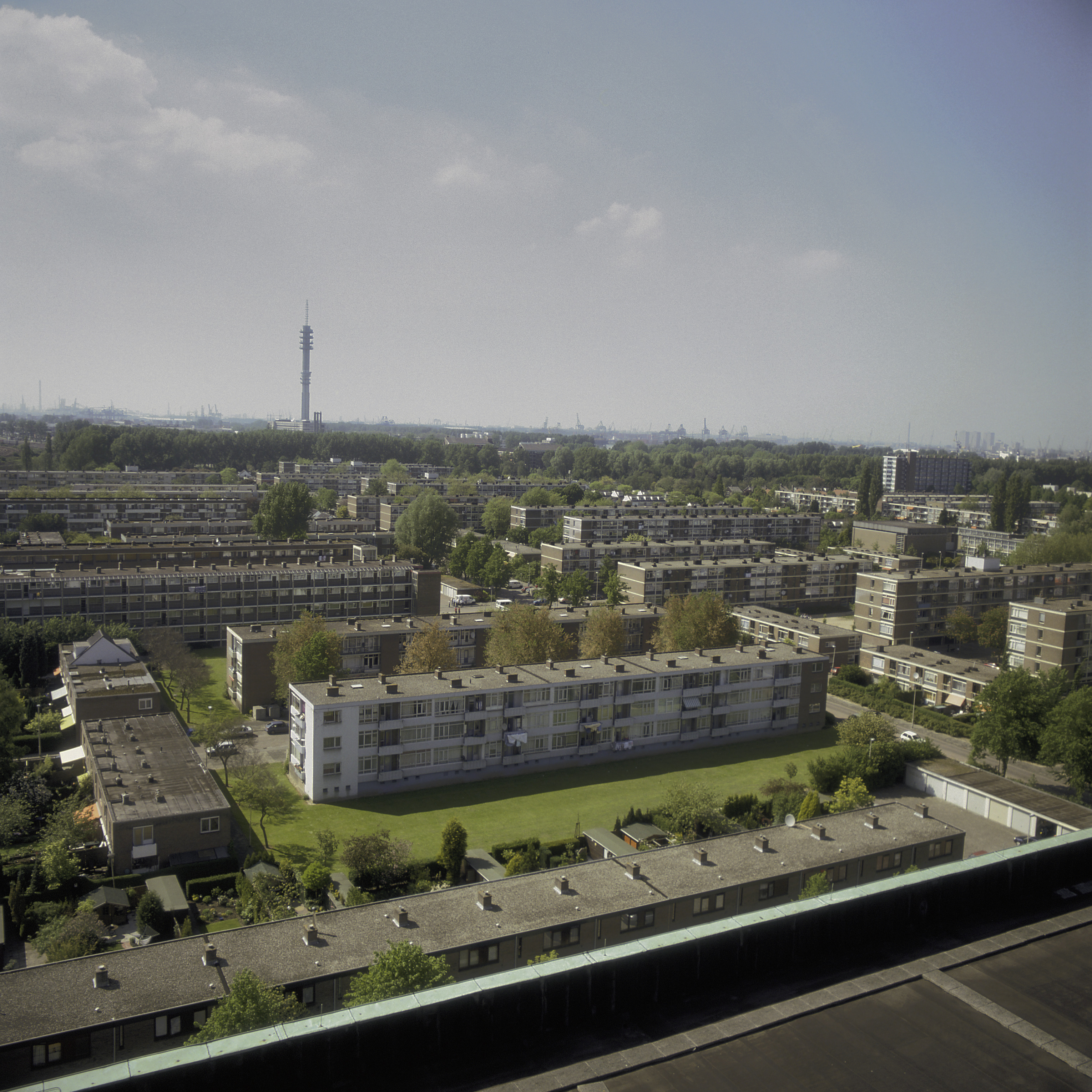
بندريخت، روتردام.

قَامَتْ بِتَضْمِينِ «مَفْهُومَ الْحَيِّ» (wijkgedachte) وَ «الْكُتْلَةَ» (wooneenheid) فِي خُطَّتِهَا ل بندريخت، وَالَّتِي تَعْتَبِرُ مِنْ أَهُمْ مُسَاهَمَاتُهَا الْمِعْمَارِيَّةُ. أَشَارَ مَفْهُومُ الْحَيِّ إِلَى الْحَيِّ عَلَى أَنَّهُ وَحْدَةُ جُغْرَافِيَّةُ ذَاتِيَّةُ الدُّعُمِ، مَدِينَةَ دَاخِلَ مَدِينَةٍ، ذَاتُ هَيْكَلِ اِجْتِمَاعِي وَمُجْتَمَعٍ يُذَكِّرُنَا بِهَيْكَلِ الْقَرْيَةِ. خِلَالَ إِعَادَةِ الْإعْمَارِ بَعْدَ الْحَرْبِ، أَصْبَحَتْ فِكْرَةُ الْحَيِّ نَمُوذَجًا مُسْتَخْدَمًا عَلَى نِطَاقٍ وَاسِعٌ لِإِنْشَاءِ الْمُجْتَمَعَاتِ وَتَنْظِيمِ الْمُجْتَمَعِ الْمُتَنَاغِمِ.
كَانَتِ الْكُتْلَةُ شَكْلًا مِنْ أَشْكَالِ التَّنْظِيمِ الْمَكَانِيِّ مَعَ اِرْتِبَاطِ مَادِّيِّ وَاِجْتِمَاعِيِّ بَيْنَ كُلَّ مَنْزِلٍ وَالْحَيِّ كَكُلِّ. قَدَّمَتْ بَيْسِيُّ وَحَدَّةُ صَغِيرَةُ الْحَجْمِ، «الْخَتْمَ» (الْجَذَعِيَّةَ)، لِتَمْثيلِ صُورَةِ مُصَغَّرَةِ لِلْمُجْتَمَعِ الْأكْبَرِ. تَمَّ تَصْمِيمٌ كُلَّ طَابَعِ خِصِّيصًا لِتَلْبيَةِ اِحْتِيَاجَاتِ فِئَاتٍ مُخْتَلِفَةٍ مِنَ السُّكَّانِ مِثْلُ الْعَائِلَاتِ وَالسُّكَّانِ غَيْرَ الْمُتَزَوِّجِينَ وَكُبَّارِ السِّنِّ. كَمَا يَعْكِسُ التَّرْتِيبَ الْمَكَانِيَّ للكتل الْقَائِمَةَ بذاتها ذَاتُ الْاِرْتِفَاعَاتِ الْمُخْتَلِفَةِ التَّنَوُّعَ الْاِجْتِمَاعِيَّ. تَمَّ تَقْسِيمُ مَرَاكِزِ التَّسَوُّقِ وَالْمُدَارِسِ وَالْكَنَائِسِ مِنْ مُخْتَلِفِ الطَّوَائِفِ عَلَى الْأَحْيَاءِ، مَعَ وُجُودِ بَعْضِ الشَّوَارِعِ الْخَالِيَةِ مِنْ حَرَكَةِ الْمُرُورِ بَيْنَهُمَا.
تَمَّ فَصْلُ الْمُبَانِيِّ عَنْ طَرِيقِ حَدَائِقِ عَامَّةَ وَشَرَائِحٌ مِنَ الْمِسَاحَاتِ الْخَضْرَاءِ، عَلَى أَمَلٍ أَنْ يَلْتَقِيَ سُكَّانُ هَذِهِ الطَّوَابِعِ الْمُخْتَلِفَةِ وَيَتَفَاعَلُونَ فِي الْمِسَاحَاتِ الْمَفْتُوحَةِ. إِنَّ تَنَوُّعَ السُّكَّانِ فِي مِنْطَقَةِ صَغِيرَةِ الْحَجْمِ يُمَثِّلُ مُجْتَمَعًا مَفْتُوحًا وَدِيمُقْرَاطِيًّا، بِجَوْدَةِ حَيَّ مُتَمَاسِكَةُ. وَمَعَ ذَلِكَ، فِي الْعُقُودِ التَّالِيَةِ، تَمَّ التخلي عَنْ فِكْرَةِ وَحَدَّةِ الْحَيِّ وَتَمَّ تَعْدِيلُ أَجْزَاءِ كَبِيرَةِ مِنْ بندريخت أَوْ هَدْمُهَا.